# Székelyföldi Legendárium
| „                                   | „... ezen véghatárainkon fekvő legérdekesebb terület, a Szép Székely föld az, mely legkevésbé van ismerve, melyről önmagunk is legkevesebbet tudunk.” | ” |
| – Orbán Balázs: Székelyföld leírása | |   |

A Székelyföldi Legendárium a székelyudvarhelyi Visus Kulturális Egyesület projektje, amely a székelyföldi legendák gyűjteményét tartalmazza.
Célja, hogy a székely nép újra felfedezze saját mondáit, legendáit ugyanakkor a mesék révén messze földön megismerhessék őket.
Oktató jellegű anyag a helyi iskolákban, bekapcsolódva a gyerekek nem csak más kultúrák mesehőseit ismerhetik meg, hanem szülőföldjük legendáiból is tanulhatnak kedvenc mesefigurájuktól.

## Leírása
"A legendák, és a mondák egyben leckék, tele ősi igazságokkal, üzenetekkel, a múltunkra utalva mutatnak a jövőnkbe!".
A legendárium csapata a gyűjtőmunkát követően 2009-ben, egy székelyföldi térképet készített, amelyen mondák, legendák alakjai és a hozzájuk fűződő történetek elevenednek meg. A térképre összesen 136 székely- és csángóföldi monda került fel. A rajzok egy-egy földrajzi helyszínhez kötődnek.
A kezdeményezést a későbbiekben egy interaktív honlap követte.
2012-ben megjelentették a 215 oldalas Székelyföldi Legendárium című könyvet, amelyben 155 monda és legenda olvasható. Az Orbán Balázs, Benedek Elek, Ambrus Lajos és mások által összegyűjtött történeteket Kudelász Nóbel író „faragta” a gyermekek számára is közérthetővé. Az illusztrációkat Márton Erika képzőművész rajzai alapján Cseke Tímea és János Levente készítette.
A projektet több, mint száz rendezvényen, konferencián mutatták be.
Két interaktív társasjátékot is készítettek: Tatárittyom! és Székely kincsek őrzői címmel. Az összeállításban a lépések, a feladatok szoros kapcsolatban vannak a legendákkal, mondákkal, ezáltal a gyermekek nem csak játszanak, hanem tanulnak is.
Készült egy igazi meseszekér a gyerekek kedvence, amellyel különböző rendezvényeken vesznek részt.
Kiadták a 61 rajzot tartalmazó Legendárium Színezőt, amely a nulla- és első osztályosok számára hasznos foglalkozás.
Elkészítették Zete babát és párját Rika babát egy székely ruhás kislány.
A legendákat angol nyelvre is lefordították és kiadásra vár a Legendárium könyv az ősi székely rovásírás formájában is.
Legendárium turisztikai programot indítottak a turistáknak a legendák helyszínein, amelybe a helyi közösséget is bevonják.
A Haáz Rezső Múzeummal közösen, Székelyudvarhelyen, újraindították a helyi várban a Bethlen Gábor korabeli 16. századi Székely Vörös Darabont díszőrségváltást.
Egy helyi legenda alapján regionális íjászversenyt szerveznek minden évben, a Székely Támadt Várban a Míves Emberek Sokadalmán.
A legendák, mondák világát idézve helyi színjátszó fesztivált szerveztek, amelybe eddig 12 székelyföldi iskola is bekapcsolódott.
Megtervezték a Legendárium fából készült kocka-kirakós játék prototípusát, amely a kisgyerekek képességfejlesztését is szolgálja.
Rajzfilmsorozatot készítenek 3D technológiával, a Likaskő című feldolgozás, minden székely székről bemutat egy-egy mondát, legendát.
Előkészületben van A Székelyföldi Legendárium történelmi melléklete. A kiadványban azon kora középkori székelyföldi várak, erődök fognak szerepelni, amelyeknek legendái vagy mondái a Legendáriumban is szerepelnek.

### Térkép
A több, mint 140 székelyföldi mondát és legendát tartalmazó Székelyföldi Legendárium térképe mesevilággá változik a rajta mozgásban levő figurák által.
Célja, hogy az elfelejtett mondákat és legendákat visszahozza a köztudatba, ezzel is gazdagítva Székelyföld turisztikai képét. Ugyanakkor ismeretterjesztő célja is van az összegyűjtött történeteknek és az illusztrációinak: a fiatalokkal megismertetni a mondákat és legendákat.

### Könyv
A Székelyföldi Legendárium című könyv 2012-ben jelent meg Székelyudvarhelyen.
Óriások és tündérek, sárkányok és szülőföldjüket védő rettenthetetlen hősök népesítik be a könyv lapjain sorakozó legendákat és mondákat. A képzeletbeli Meseországban olyan történetekkel ismerkedhet meg az olvasó, amelyek földrajzi helyszínekhez, településekhez, történelmi személyekhez kötődnek.
A több mint 150 mondában, legendában őseink mesélnek az ünnepnapokról és a mindennapok küzdelmeiről, eljuttatva üzeneteiket és tanulságos krónikáikat a mai kor emberéhez.

### Óriás társasjáték
A Kalandozzunk Székelyföldön! című társasjáték alapját szintén a székelyföldi helyszínek és mondák, legendák adják. A Tatárittyom-on a résztvevők a tatárjárás korába utaznak vissza. Aranyosszékről kell eljutni a Hargitára, ahol meg kell gyújtani a Lármafát, így minden székely vár jelzést kap a közelgő tatár veszedelemről. 56 lépésben kell végighaladni azokon a helyszíneken, melyekhez ebből a korból mondák, és legendák fűződnek.
A Székely kincsek őrzői című játékban azok a helyszínek szerepelnek, amelyekben a történetek alapja a kincslelés. Tündérek, óriások, lidércek és sárkányok vigyáznak a kincsekre. A játékosnak 56 lépésben, egy tarisznyában kell kihoznia a háromszéki Csigavárban talált aranypénzeket a marosszéki Kincses dombokig. Az aranyak, ezüstök, drágakövek a barlangok mélyéről, kutakból és várak pincéiből kerülnek elő.
A játék tartozékai: óriás kincsesláda, tarisznya, aranytallérok. A nagyméretű dobókockával még szórakoztatóbbá, izgalmasabbá válik a játék.
Mindkét játék a szórakozás mellett tanít, interaktív. A gyerekeknek a használati útmutatóból minden lépésnél fel lehet olvasni egy-egy részletet a helyszínekhez tartozó mondákból, és legendákból, mert ezek határozzák meg a játék menetét. Az óriás játékon maguk a játékosok lépkedhetnek végig az útvonalakon, elhaladnak neves helyszínek mellett, így közelebbről megismerhetik Székelyföldet.
A Legendárium közérthetően, a mai kor elvárásainak megfelelően mutatja be a gyerekeknek, a székely nép történelmét, ugyanakkor arra is törekszik, hogy a felnőtteket is visszacsalogassa a csodák, a mesék, az álmodozás világába.

## Külső hivatkozások
- Legendárium
- Székelyhon
- Szabadság Archiválva 2014. április 19-i dátummal a Wayback Machine-ben